# Nickolas Butler
Nickolas Butler es un escritor que debutó con su obra Shotgun Lovesongs (2014), traducida al castellano en 2016.

## Biografía
Butler nació en Allentown, Pensilvania. Se crio en Eau Claire, Wisconsin donde asistió al Memorial High School. Asistió al instituto junto a Justin Vernon, líder de la banda de indie folk Bon Iver. La novela de debut de Butler, Shotgun Lovesongs (2014), se inspiró en parte en la creación del álbum de debut de Bon Iver, For Emma, Forever Ago (2007). Butler se licenció en inglés en la Universidad de Wisconsin-Madison en 2002 y obtuvo un máster en el Taller de Escritores de Iowa en 2012. Antes de publicar Shotgun Lovesongs, Butler trabajó en la torrefacción de café, en la gestión de oficinas, en el empaquetado de carne, en telemarketing, en el mantenimiento de Burger King y como acompañante de autores, empleado de una licorería, vendedor de perritos calientes y gerente de un bed and breakfast.
Butler ha recibido premios literarios por su obra y ha publicado artículos, reseñas, relatos cortos y poesía. En marzo de 2013, Deadline Hollywood informó de que Fox Searchlight Pictures había adquirido los derechos cinematográficos de Shotgun Lovesongs.
Butler vive con su mujer y sus dos hijos en la zona rural de Wisconsin.

## Premios[10]
- 2018 Friends of American Writers Literary Award[11]
- 2016 Prix Médicis étranger, shortlist
- 2015 Wisconsin Library Association Literary Award[12]
- 2015 UW–Whitewater Chancellor's Regional Literary Award
- 2014 Prix PAGE/America[13]
- 2014 Great Lakes Great Reads Award[14]
- 2014 Midwest Independent Booksellers Award[14]
- 2014 Flaherty-Dunnan First Novel Prize, longlist
- 2014 Prix du roman Fnac, shortlist
- Primer puesto en Narrative Magazine's Spring 2011 Story Contest por "Underneath the Bonfire"

## Obra traducida
Novelas
- Shotgun Lovesongs, 2014.[1]. Traducción al castellano como Canciones de amor a quemarropa (Libros del Asteroide, 2016)[2]
- Hearts of men, 2017[15]. Traducción al castellano como El corazón de los hombres (Libros del Asteroide, 2017).[16]
- Little Faith, 2019[17]. Traducción al castellano como Algo en lo que creer (Libros del Asteroide, 2020).[18]
- Godspeed, 2021[19]. Traducción al castellano como Buena suerte (Libros del Asteroide, 2020).[20]